# 厄達爾鎮區 (明尼蘇達州格蘭特縣)
厄達爾鎮區（英語：Erdahl Township）是位於美國明尼蘇達州格蘭特縣的一個行政鎮區。

## 地方資料
厄達爾鎮區的面積為92.96平方千米，當中陸地面積為87.60平方千米，而水域面積為5.36平方千米。根據2020年美國人口普查的數據，當地共有人口397人，而人口密度為每平方千米4.27人。